# Småkörvlar
Småkörvlar (Anthriscus) är ett släkte i familjen flockblommiga växter. Dess arter är hemmahörande i tempererade områden i Eurasien och i bergsområden i tropiska Afrika. Arter i släktet har även introducerats i andra delar av världen.

## Arter
Släktet har omkring 12–15 arter. Listan nedan kommer från Plants of the World Online:
- Anthriscus caucalis
- Anthriscus cerefolium
- Anthriscus fumarioides
- Anthriscus glacialis
- Anthriscus kotschyi
- Anthriscus lamprocarpa
- Anthriscus nemorosa *
- Anthriscus nitida
- Anthriscus ruprechtii
- Anthriscus schmalhausenii
- Anthriscus sylvestris
- Anthriscus taiwanensis ¤
- Anthriscus tenerrima
- Anthriscus velutina *

¤0= Ej i World Flora Online

*0 = Ej i Catalogue of Life